# لشکر ۵۱ پیاده (ایالات متحده آمریکا)
لشکر ۵۱ پیاده (انگلیسی: 51st Infantry Division) لشکر پیاده‌نظام نیروی زمینی ایالات متحده آمریکا است، که در سال ۱۹۴۶ تأسیس شد و در سال ۱۹۶۳ منحل گردید.
تاریخ اولیه سازماندهی این لشکر ۱۱ سپتامبر ۱۹۴۶ است و ستاد مرکزی آن در تامپا، فلوریدا قرار داشت. در بازسازی گارد ملی ارتش پس از جنگ جهانی دوم، تعدادی لشکر جدید سازماندهی شدند. در میان آنها لشکر ۵۱ پیاده، متشکل از اعضای گارد ملی از فلوریدا و کارولینای جنوبی، قرار داشت.